# Кам 24
 «Кам 24»  — российское информационное агентство и сетевое издание, основанное в 2012 году в Камчатском крае. Главный офис агентства находится в Петропавловске-Камчатском. Агентство специализируется на освещении региональных событий на Камчатке и в Корякии.
Учредителем информационного агентства выступило ООО «Новость».
По состоянию на 2024 год ежедневно информационное агентство «Кам 24» выпускает от 20 до 30 материалов. Сеть распространения, помимо официального сайта агентства, включает мессенджеры WhatsApp и Telegram, а также социальные сети Instagram, Facebook, VK и «Одноклассники». Общий еженедельный охват читателей информацией агентства на указанных цифровых платформах на ноябрь 2022 года составил 160—180 тысяч человек при населении Камчатского края около 292 тысяч человек.
Агентство осуществляет независимую редакционную политику, не находясь в зависимости от представителей власти Камчатского края либо муниципалитетов региона.
По данным LiveInternet, агентство возглавляет список сайтов Камчатского края по ежедневной посещаемости.
По данным MediaMetrics, материалы ИА «Кам 24» в социальных сетях цитируются чаще остальных информационных ресурсов региона.
Начиная с 2015 года, информационное агентство «Кам 24» возглавляет рейтинг цитируемости СМИ в Камчатском крае, по данным компании «Медиалогия». Эта позиция была подтверждена в 2015, 2016, 2017, 2018, 2019, 2020 и 2021 годах.